# Karel Černý
Karel Černý (1 de febrer de 1910 - ?) fou un futbolista txec de la dècada de 1930.
Fou convocat amb la selecció de Txecoslovàquia per al Mundial de 1938, però no hi arribà a debutar. Pel que fa a clubs, destacà al SK Slavia Praga, amb qui guanyà tres lligues les temporades 1939-40, 1940-41 i 1941-42.